# Tammerfors ström

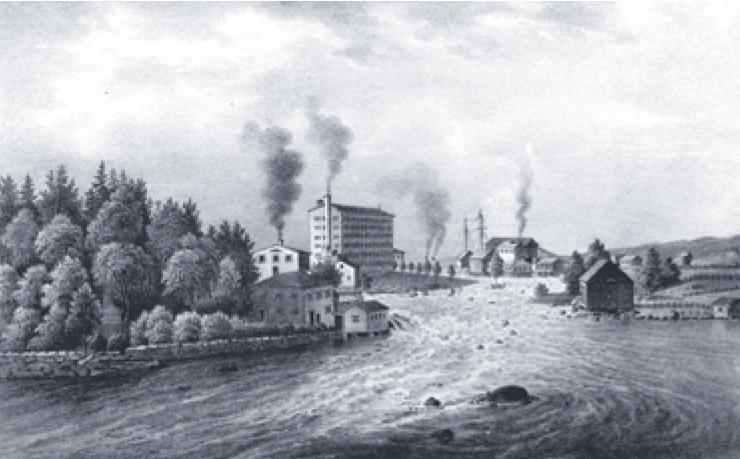
Litografi med motiv från Tammerfors ström av Lennart Forstén

Tammerfors ström (fi. Tammerkoski) är en fors i Tammerfors mellan sjöarna Näsijärvi och Pyhäjärvi. Staden grundades kring forsen 1779 sedan kung Gustav III avlagt ett personligt besök på platsen 1775.
Området präglas i hög grad av sina fabriksanläggningar, som i takt med att fabriker lagts ner har omvandlats till affärsfastigheter och centra för kulturella aktiviteter. Finlaysons och Tampellas fabrikskomplex vid strömmens övre lopp där den industriella verksamheten numera har avstannat är ett av landets nationallandskap som avbildats bland annat på 20 marks sedeln från 1993.